# Llista de topònims del barri Gòtic
La llista de topònims (noms propis de lloc) del barri Gòtic de Barcelona està dividida en dues llistes per motius tècnics (per la seva mida excessiva), dividint el barri per l'eix format pel carrer Ferran, la plaça de Sant Jaume, el carrer Jaume I i la plaça de l'Àngel.
- Llista de topònims del barri Gòtic (part alta)
- Llista de topònims del barri Gòtic (part baixa)

En aquesta llista general hi apareixen només els topònims que no són en cap de les dues llistes parcials perquè no tenen coordenades a Wikidata (si n'hi ha algun).
Informació actualitzada per un bot. Els canvis manuals es perdran quan s'actualitzi!

## Misc
| imatge | Nom                                 | Ubicat a                        | instància de                           | Detalls | coordenades                          | Protecció                      | Commons (més fotos)                                                     | Dades a WD                    |
| ------ | ----------------------------------- | ------------------------------- | -------------------------------------- | --- | ------------------------------------ | ------------------------------ | ----------------------------------------------------------------------- | ----------------------------- |
|        | Al·legories dels regnes d'Espanya   | Barcelona el Gòtic              | grup escultòric                        | |                                      | art públic de Barcelona        | Allegories of the Kingdoms of Spain in Monument to Columbus (Barcelona) | Modifica les dades a Wikidata |
|        | Capella de la Puríssima Sang        | el Gòtic                        | capella                                | Estil: arquitectura gòtica arquitectura barroca                                                              | ca:Cardenal Casañas, 16              | bé cultural d'interès nacional | Capella de la Puríssima Sang                                            | Modifica les dades a Wikidata |
|        | Carilló del Palau de la Generalitat | Barcelona el Gòtic              | carilló                                | 1976 | Palau de la Generalitat de Catalunya |                                | Carillon of Palau de la Generalitat                                     | Modifica les dades a Wikidata |
|        | Casa-fàbrica Rull                   | el Gòtic                        | edifici residencial edifici industrial | 1783 Estat: enderrocat o destruït                                                                            | ca:Còdols, 12 i Obradors, 17         |                                |                                                                         | Modifica les dades a Wikidata |
|        | Cintes                              | Barcelona Ciutat Vella el Gòtic | obra escultòrica                       | Creador: Robert Llimós i Oriol Estat: enderrocat o destruït                                                  |                                      | art públic de Barcelona        |                                                                         | Modifica les dades a Wikidata |
|        | Quiosc de Canaletes                 | Barcelona el Gòtic el Raval     | quiosc                                 | Arquitecte: Antoni Rovira i Trias Pere Falqués i Urpí Josep Goday i Casals 1878 Estat: enderrocat o destruït | la Rambla                            |                                | Quiosc de Canaletes                                                     | Modifica les dades a Wikidata |